# 15808 Цельтер
15808 Цельтер (15808 Zelter) — астероїд головного поясу, відкритий 3 квітня 1994 року.
Тіссеранів параметр щодо Юпітера — 3,285.
Названо на честь німецького композитора Карла Фрідриха Цельтера (нім. Carl Friedrich Zelter, 1758 — 1832).